# Qioptiq
Qioptiq wurde im Februar 2025 von Teledyne Technologies Inc. übernommen.  Das Unternehmen ist nun Teil des Geschäftsbereichs Teledyne Aerospace & Defense Electronics.